# Tormenta de nieve de 2021 en Madrid

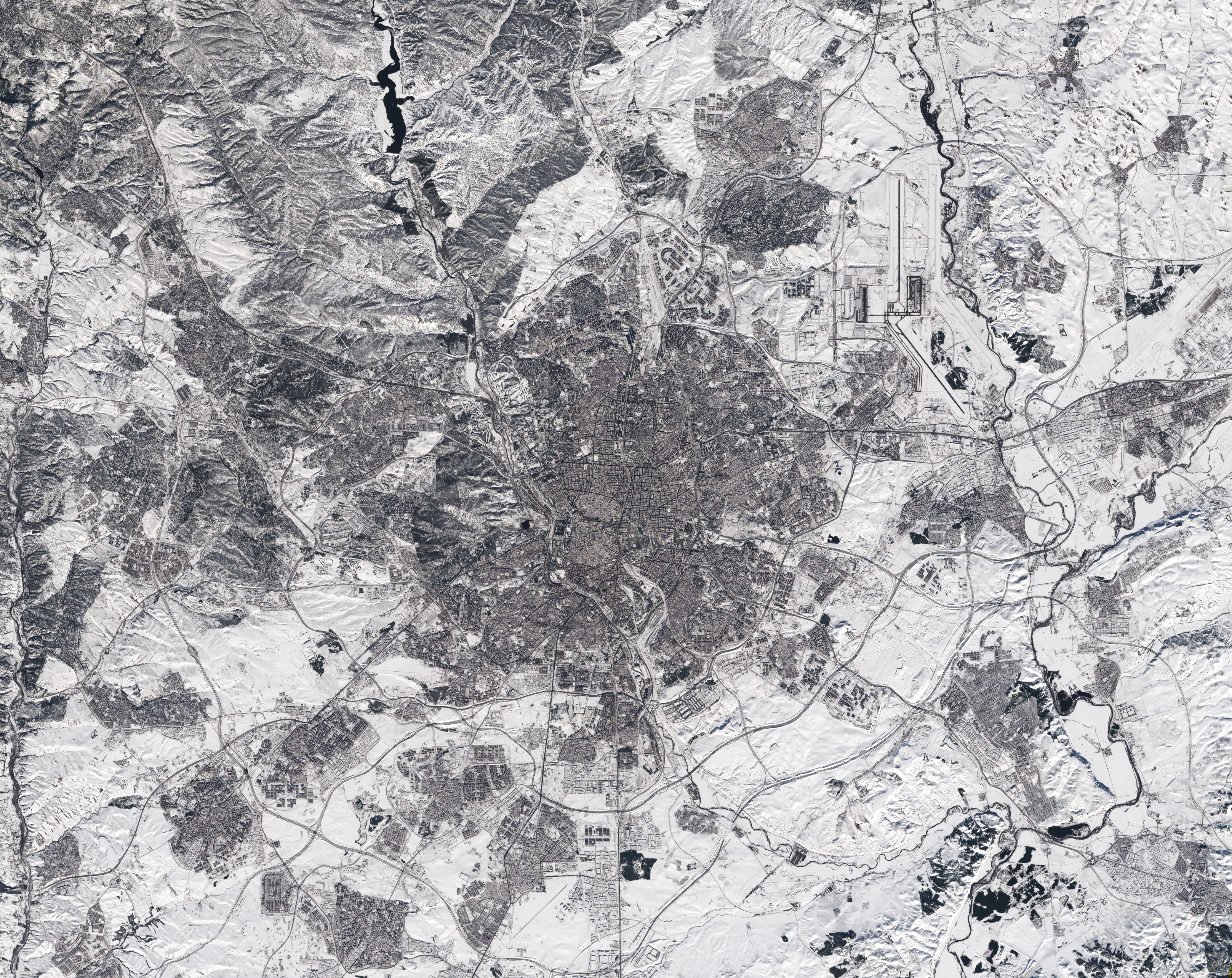
Imagen satélite tomada por el Sentinel-2 de Madrid cubierta de nieve.

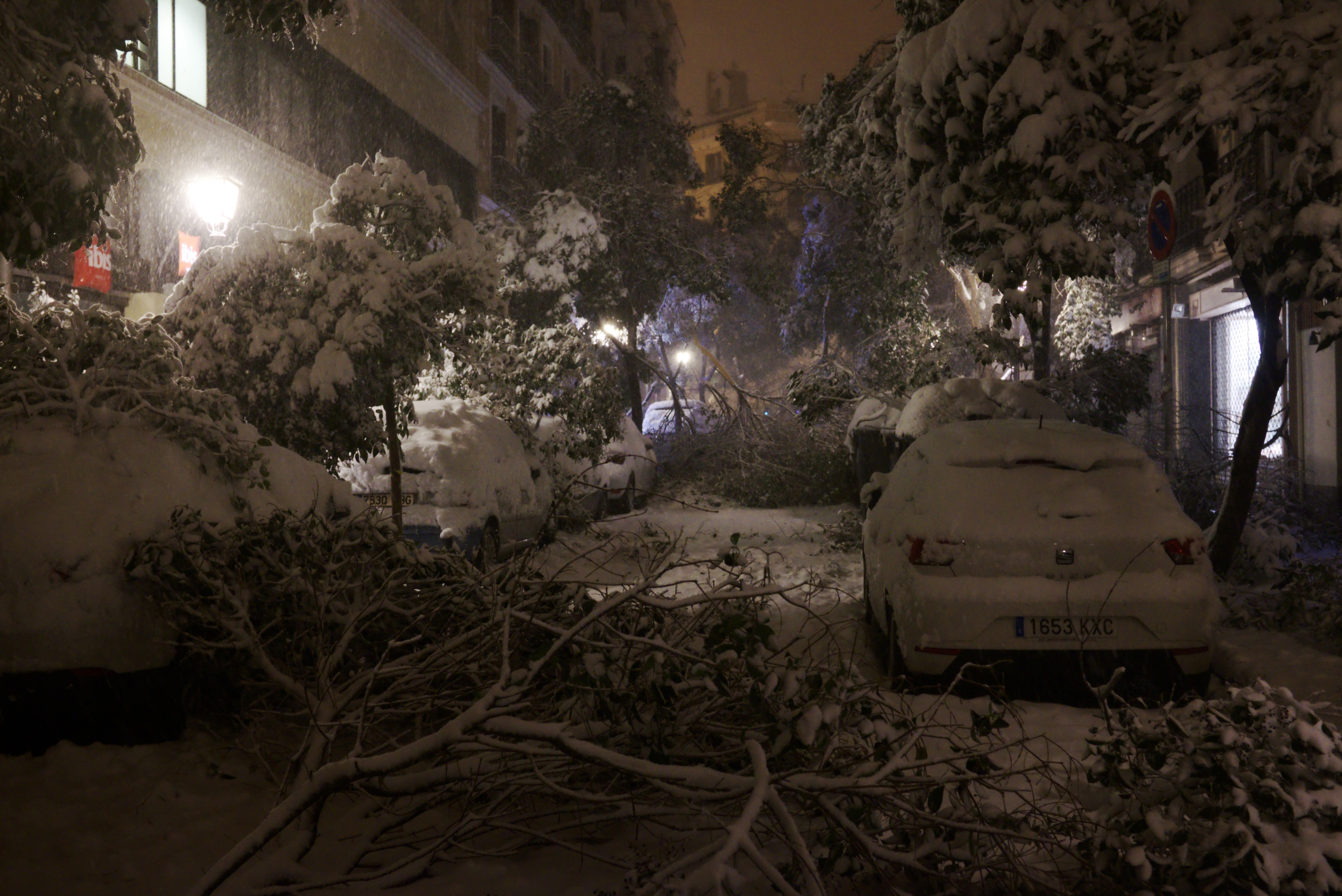
La calle Manuela Malasaña casi innaccesible por los árboles caídos.

La tormenta de nieve de Madrid fue un fenómeno meteorológico extremo como consecuencia de la borrasca Filomena que cruzó la península ibérica en enero de 2021.

## Desarrollo e incidencias

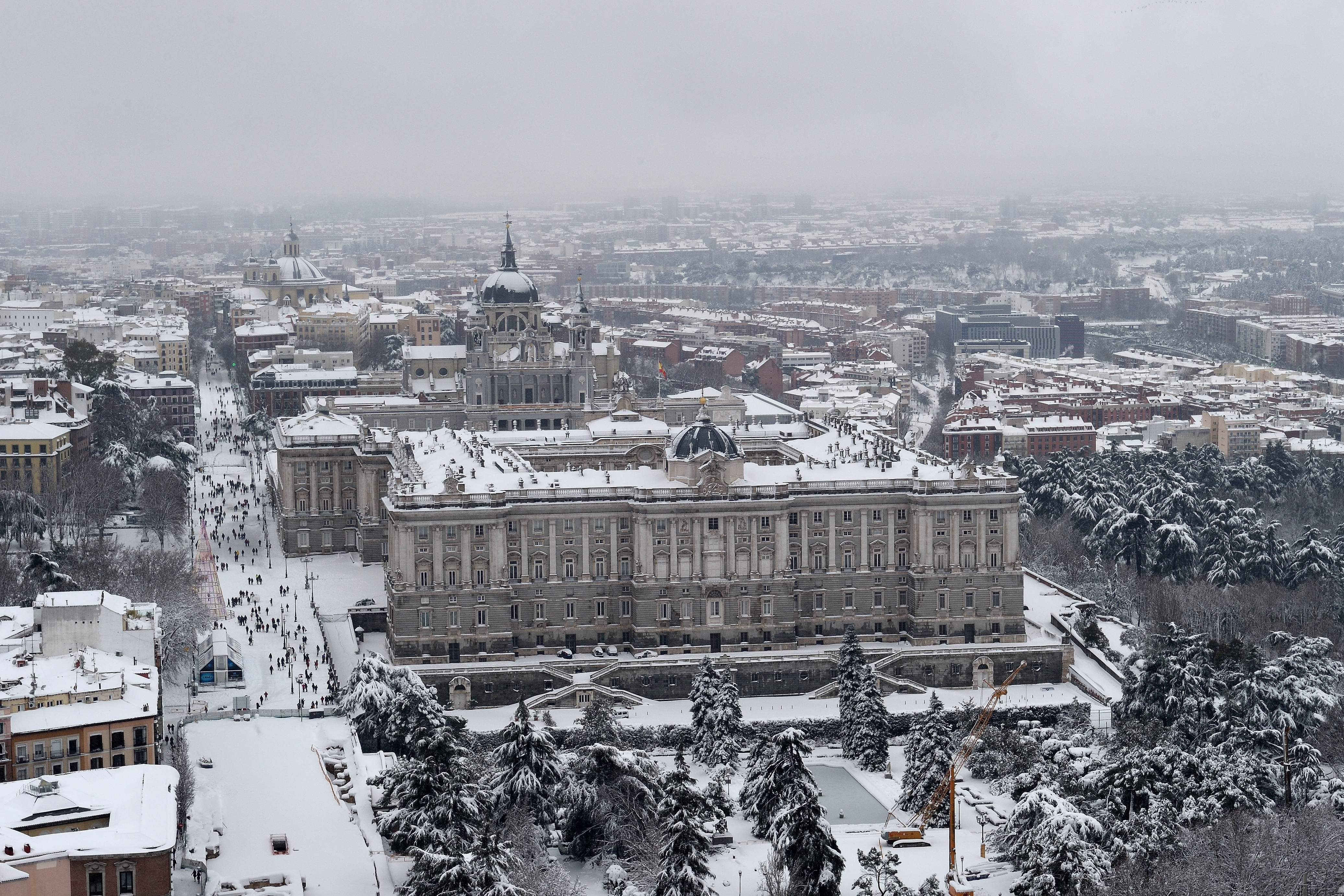
El Palacio Real de Madrid arropado de nieve.

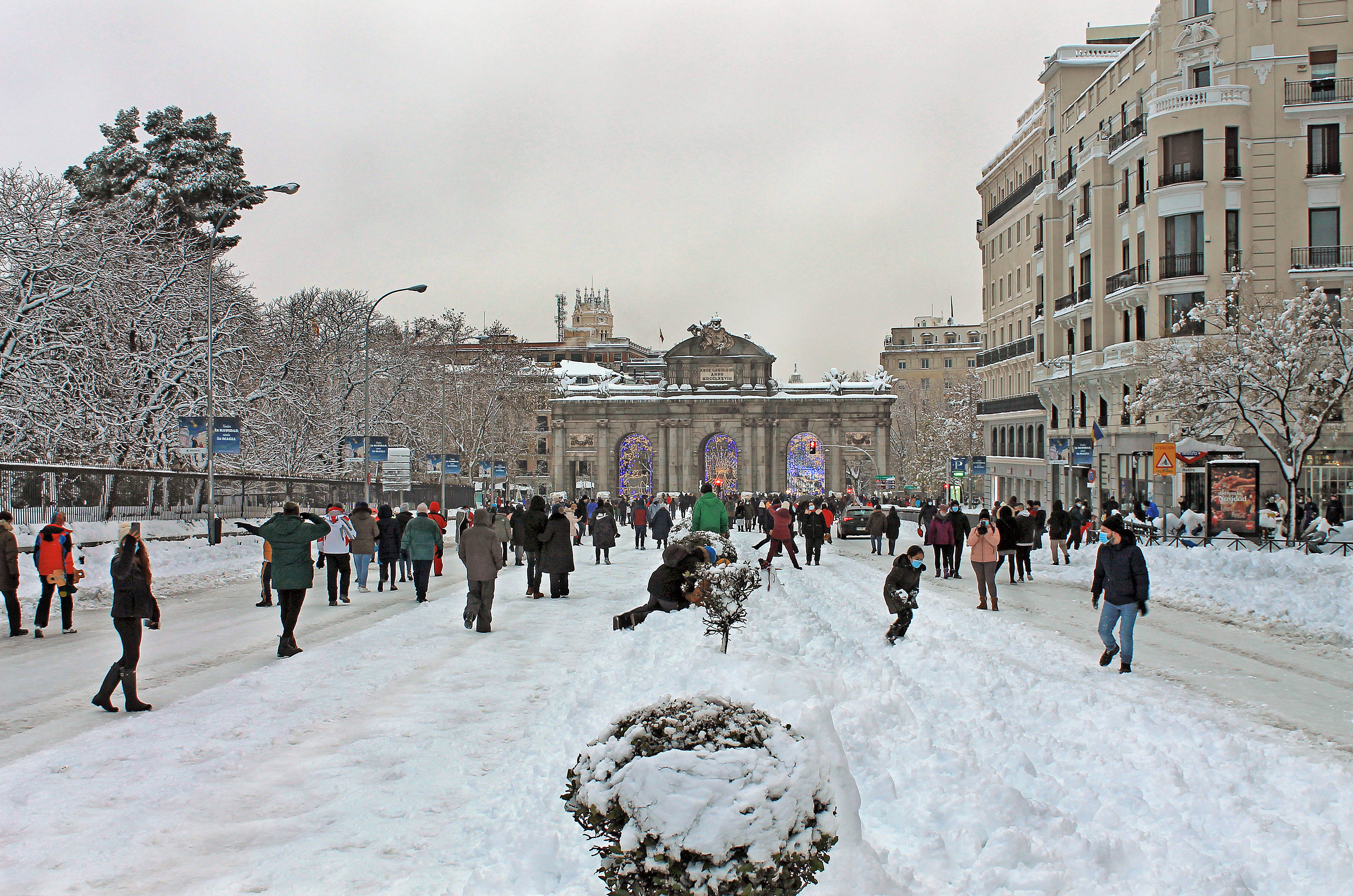
La Puerta de Alcalá y la calle de Alcalá cubiertos de nieve.

El 7 de enero se produjo la primera nevada, y continuó nevando durante treinta horas ininterrumpidas hasta el 9 de enero. Aquel último día, la agencia meteorológica española AEMET reportó que en las estaciones de la ciudad se habían acumulado entre 50 y 60 cm de nieve.
La inclemencia fue tal que para compararla habría que remontarse al año 1971.
En consecuencia, el servicio de transporte público: EMT y Cercanías; y aeroportuario fue suspendido, no siendo así el metro, que estuvo operativo las veinticuatro horas. También se produjeron incidencias por daños en el 18% de los árboles de Madrid de acuerdo a los primeros informes, los cuales sufrieron daños, o bien colapsaron por la nieve. Más adelante, el ayuntamiento de Madrid elaboró otra evaluación de daños en la que se informaba que un 70% de los árboles de los parques históricos y un 15% de los parques comunes sufrieron daños. Las variedades más afectadas fueron las coníferas y mediterráneas.
También se produjo el derrumbe de otros edificios como el del pabellón Instituto Ramiro de Maeztu, antigua sede del CB Estudiantes.
La UME contribuyó a despejar los accesos a los hospitales en plena tercera ola de la pandemia de COVID-19.
Por otro lado, hubo quienes aprovecharon el evento meteorológico para practicar deportes de invierno tanto en la ciudad como en el Cerro del Tío Pío en Vallecas.

## Consecuencias

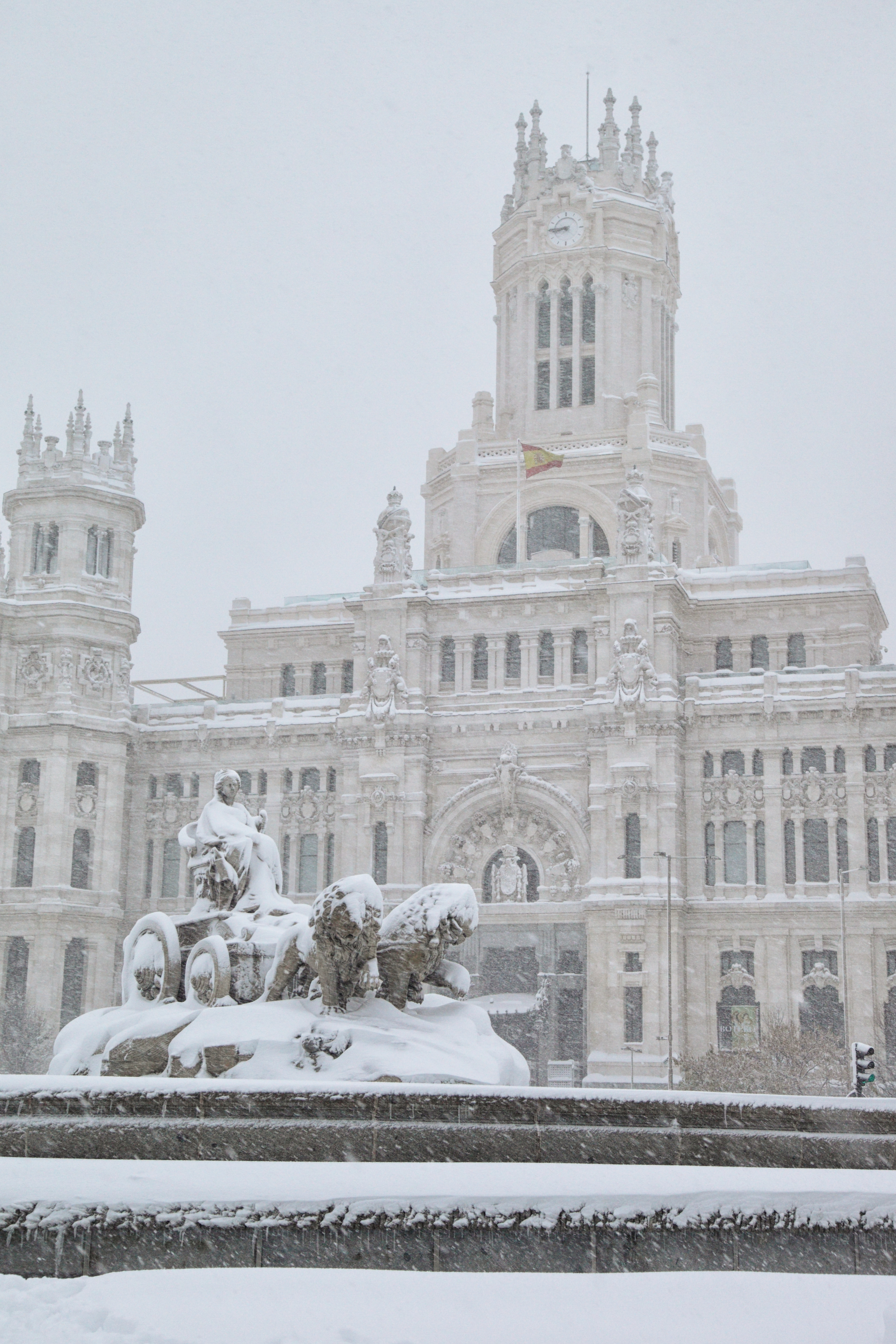
La fuente de Cibeles y el Palacio de Cibeles cubiertos de nieve.

Durante la semana siguiente al temporal las principales carreteras de Madrid permanecieron bloqueadas además de las calles y zonas de la periferia que fueron afectadas. Los retrasos a la hora de retirar la nieve llevaron al cierre de los colegios hasta el 20 de enero. Cuatro días antes se encontró enterrado en la nieve el cuerpo sin vida de un hombre en el distrito de Arganzuela.
La tormenta también afectó el servicio de recogida de basuras durante cuatro días. Por ejemplo el día 15 solo pudieron recogerse un 13% de 9.000 toneladas de deshechos acumulados en las calles. Como consecuencia se produjo una infestación de ratas negras en la calle de Méndez Álvaro.
El alcalde José Luis Martínez-Almeida solicitó al Gobierno que declarase Madrid como zona catastrófica, y calculó en 1398 millones de euros los daños causados por el temporal, factura que también abarcaba los parquímetros y las pistas de pádel.